# فخري البزاز
البروفيسور فخري البزاز (16 أيار 1933 - 2008)، هو عالم بيئة عراقي-أمريكي متخصص في دراسة المجتمع الصناعي وعواقبها على البيئة. وهو أستاذ ومؤلف غزير الإنتاج، وقد صنف ضمن العشرة الأوائل من «العلماء الأكثر ذكرًا في مجال البيئة، 1992-2002».

## حياته
ولد في بغداد سمة 1933 وتعلم في مدارسها وحصل على شهادة البكالوريوس من دار المعلمين العالية عام 1953، وشغل منصب معاون مدير تربية الرصافة. وبرز توجهه العلمي منذ تلك الفترة حيث توجه للبحث العلمي مع الدكتور عبد الكريم الخضيري الذي صار من علماء العالم المتميزين.
في 25 آب عام 1958 تزوج من السيدة مأرب درويش بكري وسافر في نفس يوم زواجه مع زوجته الى الولايات المتحدة ليبدأوا حياتهم الدراسية في جامعة إلينوي. وحصل على شهادة الدكتوراه عام 1963 في موضوع البيئة النباتية وصار أستاذاً مساعداً، ومن نفس الجامعة حصلت زوجته على شهادة الدكتوراه في علوم فسلجة النبات عام 1972. ترك جامعة إلينوي في السنة اللاحقة ليعود الى وطنه العراق ويلتحق بجامعة بغداد كمدرس في كلية العلوم.
في الفترة من عام 1988 إلى عام 1997 حاز على لقب H.H.Timken Professor of Science
ومن عام 1997 الى 2005 اصبح يحمل لقب Mallinckrodt Professor of Biology وهي كراسي مرموقة في جامعة هارفرد التي تعد من أرقى جامعات العالم.

## الجوائز
- حاز عام 1996 على جائزة هامبولد الألمانية عن بحوثه التي تتناول تأثير زيادة غاز ثنائي أكسيد الكربون في نمو النباتات والزراعة.[3]

## من مؤلفاته
- رطوبة المناطق الاستوائية.

## وفاته
توفى فخري البزاز في يوم 6 فبراير 2008 بمدينة ليكسينغتون (ماساتشوستس).